# Nipponzan-Myōhōji-Daisanga

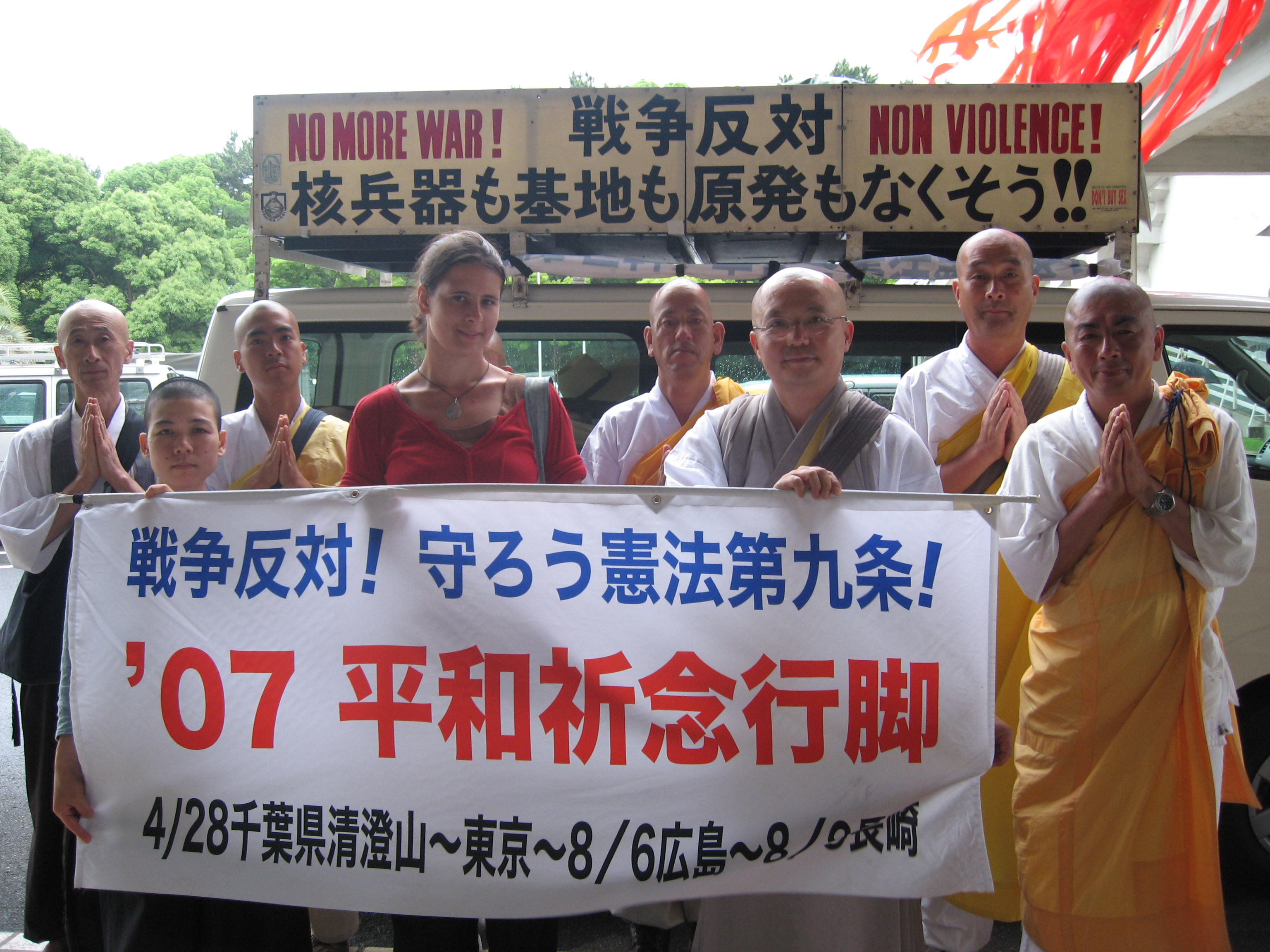
Peacewalk 2007

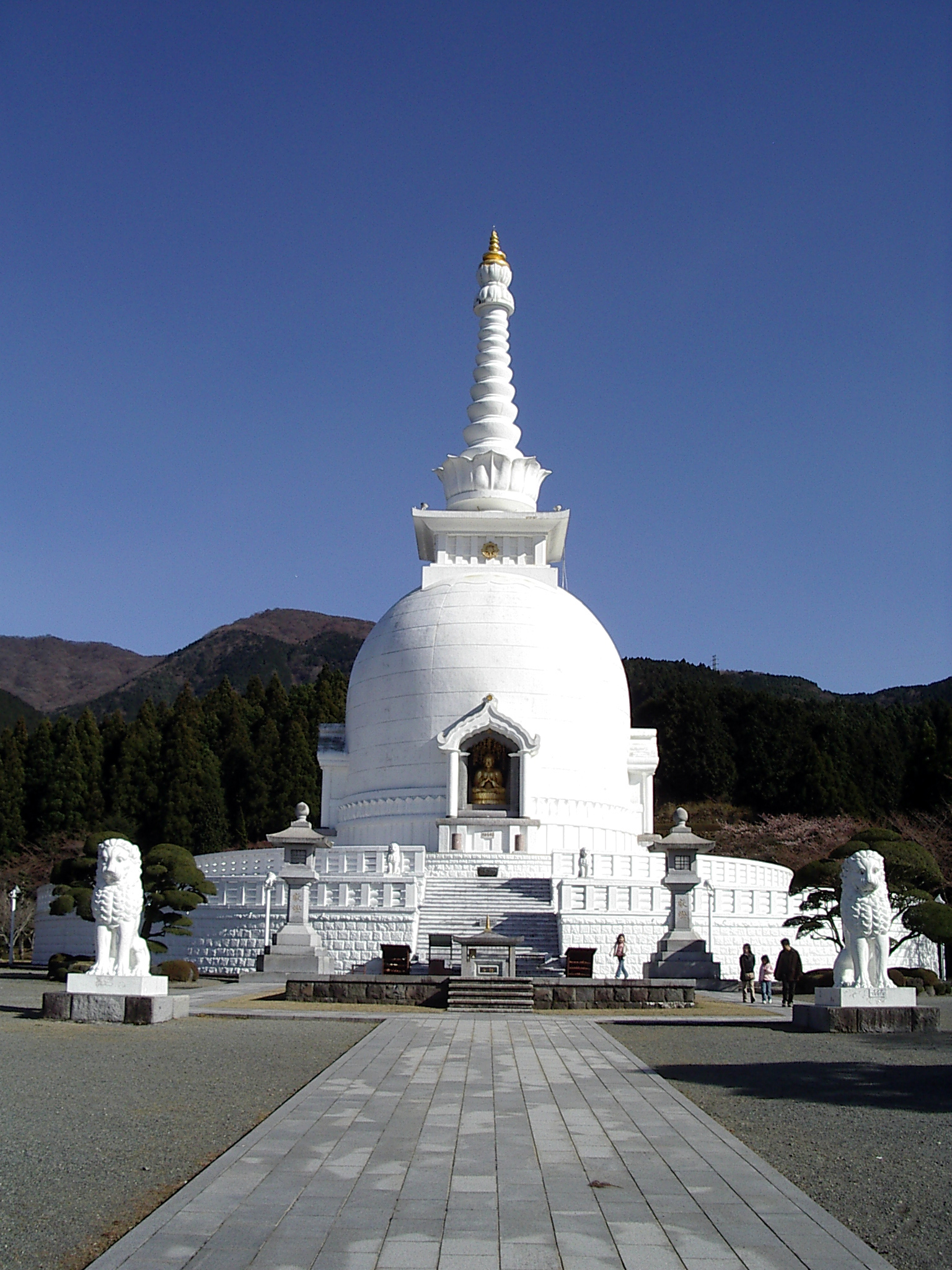
Friedenspagode in Gotemba, Japan

Nipponzan-Myōhōji-Daisanga (jap. 日本山妙法寺大僧伽) ist eine aus der Nichiren-Bewegung hervorgegangene Gruppierung des japanischen Buddhismus, die etwa 1500 Mönche, Nonnen und unterstützende Laien umfasst und im Jahr 1917 gegründet wurde. Der Gründer der Niponzan-Myōhōji-Gruppierung war Nichidatsu Fujii (藤井日達; 1885–1985), der sich im Alter von 19 Jahren hatte ordinieren lassen. Im Alter von 33 Jahren gründete er den Nipponzan-Myōhōji-Orden. Später war er auch unter dem Namen „Guruji“ bekannt. 1947 begann der Bau der ersten Friedenspagode (Stupa), der Bau dauerte 7 Jahre und 100.000 Leute kamen zur Einweihung. Viele weitere, vom Nipponzan-Myōhōji gebauten Friedenspagoden folgten seitdem.
Die Gemeinschaft verehrt, wie jede Nichiren-Schule, das Lotos-Sūtra (jap. Hokke-kyō) als den höchsten Ausdruck der buddhistischen Botschaft. Darüber hinaus ist sie weltweit aktiv in der Friedensbewegung engagiert. Im Jahr 1982 war die Weltfriedensbewegung am größten und hatte die meisten Anhänger; es fanden weltweit Friedensmärsche statt, an denen der damals 98 Jahre alte Begründer Nichidatsu Fujii teilnahm. Nach Angaben der SED-Zeitung Neues Deutschland wurde ein Präsident des Ordens 1982 mit der deutschen Friedensmedaille ausgezeichnet. 1988 fand ein weiteres Treffen mit dem Friedensrat der DDR statt. Ihre populärste Aktion fand 1994–1995 statt, als sie von Auschwitz über Bosnien, Irak und Kambodscha nach Hiroshima wanderten. Die Nipponzan-Myōhōji baut auf Singen des Titels des Lotus Sutra (Daimoku) und das Schlagen einer Handtrommel als Weg zum Frieden.
Bis heute (2007) hat sie sich erhalten (wenn auch die Teilnehmerzahlen an den Friedensmärschen sich stark verkleinert hat). So wandert z. B. eine Nipponzan-Myōhōji-Gemeinschaft jedes Jahr von Tokyo nach Hiroshima, um am 6. August an der Gedenkfeier des Atombombenabwurfs teilzunehmen, auf dem Weg sprechen sie in Rathäusern vor den Regierenden vor und unterbreiten ihnen ihr Anliegen.